# Cochlearium (kwekerij)
Een cochlearium (mv: cochlearia) is een park binnen een slakkenkwekerij uit de Romeinse tijd.
De oudstbekende slakkenkwekerij werd door Quintus Fulvius Lippinus gebouwd en beheerd: de cochlearia in deze kwekerij waren uitgedokterde parken omringd met een waterkanaal, opdat de aldaar geparkeerde slakken niet zouden ontsnappen. Deze parken waren voorzien van een irrigatiesysteem dat de voorloper was van het huidige landbouwsprinklersysteem: waterpijpen werden met een roosvormige kop op zo'n manier tegen een oppervlak geplaatst dat het water in een fijne nevel uiteenspatte en zodoende de slakken de benodigde vochtigheid bezorgden.
Lippinus had een apart park voor elke slakkensoort, die elk om haar specifieke kwaliteiten op de markt werd gebracht.